# 道森斯普林斯
道森斯普林斯（英語：Dawson Springs），是美国肯塔基州的一座城市，地跨考德威尔县、霍普金斯县。总面积约为9.8平方公里（3.8平方英里）。根据2010年美国人口普查，该市的人口为2,764人。

## 著名人物
- 史蒂夫·贝希尔，2007年至今担任肯塔基州州长。